# Mellanvikstjärnen
Mellanvikstjärnen är en sjö i Ovanåkers kommun i Hälsingland och ingår i Ljusnans huvudavrinningsområde. Sjöns area är 0,024 kvadratkilometer och den befinner sig 350 meter över havet.